# S-tog
S-tog (датск. — «S-поезда») — система пригородно-городских поездов агломерации Копенгагена, включая Хиллерёд, Клампенборг, Фредерикссунн, Фарум, Хойе-Таструп и Кёге.
Длина железнодорожной сети — ок. 170 км, 85 станций (из них 1 подземная, 1 на эстакаде). Ежедневно S-tog перевозит около 357 тысяч пассажиров. Собственник — DSB. Первая линия была открыта в 1934 году.
Систему S-tog дополняет Копенгагенский метрополитен и обширная сеть автобусных маршрутов. Внутри центрального Копенгагена железная дорога проходит ниже уровня поверхности земли, но лишь одна станция Нёррепорт является полностью подземной.

## Список маршрутов
- A
- B
- Bx
- C
- E
- F
- H